# 关帝镇 (洋县)
关帝镇，是中华人民共和国陕西省汉中市洋县下辖的一个乡镇级行政单位。

## 行政区划
关帝镇下辖以下地区：
白刘村、安丰村、鸭岭村、马坪村、干柏村、铁河街村、代家店村、李家店村、下东沟村、上东沟村、小西沟村和大西沟村。